# Lightning McQueen
Lightning McQueen (bra: Relâmpago McQueen; prt: Faísca McQueen) é um personagem fictício e o personagem principal da franquia de filmes de animação Carros, da Disney/Pixar.

## No filme
Atravessando os EUA a caminho da Califórnia para mais uma corrida da Copa Pistão, Relâmpago McQueen, um audaz carro de corrida novato, predestinado ao sucesso, encontra-se repentinamente com seu caminho desviado para a quase-abandonada cidadezinha de Radiator Springs, na histórica Rota 66. McQueen acaba conhecendo os inusitados habitantes da cidade, que o ajudam a perceber que há coisas mais importantes na vida do que troféus, fama e patrocínio. McQueen descobre que a vida vale a pena pela jornada, e não pela linha de chegada.

## Biografia

### Primeiro filme
Tudo começa com a final da Taça Pistão, a maior competição automobilística do país. Onde três carros disputam o cobiçado troféu, Relâmpago McQueen, um corredor novato; O Rei ou Strip Weathers , um respeitado veterano; e Chick Hicks, um grande trapaceiro, acabam empatando na liderança do campeonato. Uma nova corrida para desempate é marcada para uma semana depois, na Califórnia.
Depois da corrida, Relâmpago e seu caminhão de transporte, Mack, começam uma viagem por toda a noite até a Califórnia. Enquanto McQueen dorme no reboque, uma gangue de carros customizados para corridas de arrancada (Wingo, Boost, DJ e Snot Rod) pregam uma peça em Mack, o que faz o caminhão a cochilar e McQueen acabar caindo do reboque e ficando na pista da rodovia interestadual. Relâmpago tenta alcançar Mack, mas acaba se perdendo no meio da noite em uma área rural da Rota 66. Relâmpago tenta retornar para a interestadual mas tem dificuldades por não possuir faróis. Estando em alta velocidade e sem nenhuma luz traseira ou dianteira, ele acaba atraindo a atenção do carro de polícia Xerife. Uma perseguição começa, o que resulta em Relâmpago destruir o asfalto da rua principal de uma pequenina cidade esquecida no deserto, chamada Radiator Springs. McQueen é pego, confiscado, levado à corte e sentenciado a reparar a rua que ele destruiu.
No início, McQueen continua com sua atitude arrogante e egocêntrica, obcecado em fazer nada mais do que sair de Radiator Springs e ir para a corrida na Califórnia. Depois de uma tentativa de fuga e de um serviço mal-feito nos reparos da rua, Doc Hudson, o idoso juiz local, desafia Relâmpago para uma corrida através do deserto. Se McQueen vencer a corrida, ele pode ir embora da cidade. Se Doc vencer, Relâmpago tem que terminar a sua sentença e fazer o serviço do jeito que Doc quer. McQueen ri deste desafio como sendo algo fácil, e começa a corrida com uma ampla vantagem na frente de Doc, que permanece na saída. Relâmpago tenta fazer uma curva fechada na estrada de terra e acaba derrapando para um declive, ficando preso em arbustos com cactos exatamente como Doc havia previsto. Assim, Doc tecnicamente vence a corrida.
Pelos dias seguintes, McQueen gradualmente aprende mais sobre a cidade e seus habitantes. Ele se torna amigo de um simplório mas muito leal caminhão-reboque chamado Mate, de uma bela Porsche 911 chamada Sally, da dona do posto de gasolina, Flo, seu marido dono da loja de tintas, Ramon, o Volkswagen Kombi hippie Filmore, a viúva do fundador de Radiator Springs, Lizzie, o caminhão-bombeiro Ruivo, o militar Sargento, o italiano dono da Casa Della Pneus, Luigi e seu assistente e melhor amigo Guido. No 3º dia de sentença do carro de corrida, Mate leva Relâmpago à uma fazenda de tratores, e lá, ele ensina como tombar os tratores com a buzina, a fugir do touro-colheitadeira Frank quando este está por perto e dirigir de marcha a ré. Sally mostra para McQueen as razões de ela amar Radiator Springs. Ela também conta para McQueen a história de como Radiator Springs foi num dia uma próspera turística comunidade na Rota 66, que entrou em franca decadência após a construção da interestadual 40 naquela região.
Relâmpago começa a gostar de Radiator Springs mas ele permanece obcecado com o desejo de conseguir fazer aquela curva fechada no deserto. Doc oferece seus conselhos mas Relâmpago não quer considerar o que o idoso senhor tem a dizer. Após isto, Relâmpago descobre que Doc Hudson foi um dia o corredor #51 Fabuloso Hudson Hornet, um tricampeão da Copa Pistão durante os anos 50, até que um acidente grave acabou prematuramente com sua carreira. No que Relâmpago descobre este segredo de Doc, ele dá a dica para a imprensa de que Relâmpago está na cidade, e ele acaba deixando a cidade para ir para a Califórnia no frenesi público que se segue a esta revelação.
Competindo pelo campeonato na Califórnia, Relâmpago não consegue se concentrar direito por acabar ficando divagando a seu amor referente a Sally e a respeito de Radiator Springs. Ele inicia a corrida com mau desempenho, mas se recupera bem depois que ele descobre que os seus amigos de Radiator Springs vieram para a corrida para o ajudar como a sua equipe de pit, com Doc Hudson (pintado com sua antiga pintura de corredor) como o seu chefe de equipe. Relâmpago faz uma corrida de recuperação e toma a liderança na volta final, após finalmente compreender os conselhos de Doc sobre como fazer a fechada curva no deserto. Com a conquista do campeonato bem a frente, Chick Hicks provoca uma manobra que faz com que O Rei acabe em um grave acidente. Relâmpago, se lembrando de como o acidente de Doc acabou com sua carreira, pisa nos freios pouco antes da linha de chegada e retorna rapidamente para ajudar O Rei. Chick Hicks passa direto pela linha-conquista da Taça Pistão, mas McQueen conquista a admiração dos fãs.
Relâmpago decide se mudar para Radiator Springs, levando junto toda a infraestrutura de suas operações de competição. Graças a este endosso por parte de Relâmpago, Radiator Springs ganha um enorme interesse em turismo, e a cidade acaba salva da decadência.

### Segundo filme
O filme começa com um espião britânico chamado Finn McMissil e seu companheiro, o barco Crabby em uma plataforma de petróleo "habitada" em uma missão para descobrir o que um cientista do mal, Professor Zündapp (vulgarmente conhecido como Professor Z) está planejando, mas é descoberto e forçado a fugir antes que ele possa encontrar mais detalhes. Enquanto isso, depois de vencer a Copa Pistão, pela quarta vez, Relâmpago McQueen volta a Radiator Springs e reencontra seu melhor amigo Mate. Enquanto vê o anúncio do primeiro Grand Prix Mundial patrocinado pelo ex-magnata do petróleo Miles Eixoderroda para promover seu novo combustível renovável, Allinol, Mate se enfurece quando o carro de F1 italiano Francesco Bernoulli começa gabando-se como ele é muito mais rápido do que McQueen e ele consegue entrar em contato com o estúdio de TV por telefone para confrontá-lo. McQueen intervém e aceita o desafio de Bernoulli para correr contra ele no Grand Prix.
Por sugestão da namorada de McQueen, Sally, Mate viaja com ele para Tóquio, Japão para a primeira etapa do Grand Prix, mas constrange (muito) McQueen. Enquanto isso, McMissil e sua companheira Holley Caixadibrita se encontram para fazer contato com o espião americano Rod "Torque" Redline, que tem informações sobre a identidade superior de Zündapp. O agente é confrontado por agentes de Professor Z, Grem e Acer. Mas ele consegue prender o dispositivo em Mate antes de ser capturado. Finn e Holley entram em contato com Mate, mas ele sem entender pensa que Holley gosta dele e marca um "encontro". Quando a corrida começa, Finn e Holley descobrem dezenas de capangas do Professor infiltrados na corrida indo atrás de Mate. Holley então fala por rádio com Mate para que ele fuja, inadvertidamente dá a McQueen, os maus conselhos que lhe causa a perder a corrida enquanto segue os comandos de Holley. Enquanto isso, Zündapp usa um gerador de radiação eletromagnética para inflamar a Allinol em vários carros de corrida. Zangado com o comportamento vergonhoso de Mate, bem como causando a perda da corrida, McQueen tem uma briga com Mate e este decide voltar para Radiator Springs, onde ele é pego por Finn (que ainda acredita que Mate é um espião americano) e convocado para frustrar o plano de Professor Zundapp.
Na Itália, onde a segunda etapa do Grand Prix está sendo realizada, Mate consegue se infiltrar uma das reuniões dos criminosos disfarçado de outro caminhão de reboque. Ele acha que a cadeia misteriosa de acidentes ocorridos durante as corridas é parte de um plano para desacreditar a Allinol e garantir que todos os carros continuem usando o combustível convencional para garantir os lucros de sua organização, que conseguiu assegurar maior dos recursos do petróleo inexploradas do mundo. Com a maioria dos carros fora da corrida devido a explosões, McQueen e Francesco acabam em primeiro e segundo, respectivamente. Miles afirma que com o Allinol sob suspeita ele decide suspender a utilização do combustível para a terceira etapa final e na Inglaterra, mas McQueen afirma que ele confia no combustível de Eixo de Roda e manterá a usá-lo. Os criminosos então decidem ter de destruir McQueen na próxima corrida. Mate revela-se por acidente e corre para avisar o amigo, mas é capturado junto com McMissil e Holley antes de ser capaz de fazê-lo.
Mate acorda amarrado dentro do "Big Bentley" juntamente com os dois espiões, a poucos minutos de ser esmagado por suas engrenagens. A última corrida começa e os criminosos usam o dispositivo de radiação sobre McQueen, mas surpreendentemente, nada acontece. Mate descobre que uma bomba foi colocada no pit-stop de Relâmpago, aí ele consegue escapar para avisar seus amigos. logo depois, Finn e Holley escapam, mas descobrem que a bomba está realmente dentro do filtro de ar de Mate. Eles avisam-no sobre a bomba apenas quando ele está prestes a se juntar aos demais, e foge para protegê-los. Desconhecendo a situação, McQueen segue Mate tentando se desculpar. Até que ele alcança-o, enganchando o eixo de sua roda no gancho de Mate e este aciona os foguetes para evitar danos a ele.
Zündapp descobre que o dispositivo da bomba estava fora do alcance do sinal(por causa dos foguetes do guincho) e então tenta detonar a bomba a todo custo. Ele então envia seus capangas para destruí-los, mas são derrotados pelos esforços combinados de McMissil, Holley, e os moradores de Radiator Springs (Xerife, Ruivo, Sally, Ramone, McQueen, Mate, Flo, Guido, Luigi, Sargento e Fillmore). Holley ordena que Zündapp desative a bomba em Mate, e este faz o que lhe foi ordenado. Mas não dá certo. O Professor alega que só quem instalou ele é capaz de fazê-lo. Mate, em seguida, descobre que o verdadeiro mandante por trás dos criminosos é Miles Eixo de Roda cujo objetivo era fazer o mundo abandonar o uso de todos os combustíveis alternativos em favor das reservas de petróleo em seu poder. Miles acaba confirmando a suspeita de Mate quando ele é confrontado por ele e forçado a desativar a bomba. Depois, Mate abre o capô de Miles e isso revela o motor misterioso da foto de Holley. Por parar os planos de Eixo de Roda, Mate é nomeado Sir Tom Mate pela Rainha Elizabeth II e volta para casa com seus amigos, onde os carros da corrida decidem participar de um campeonato em Radiator Springs. Revela-se também que o Sargento substituiu o Allinol no pit-stop pela mistura de combustível orgânica, que é o que impediu Relâmpago de ser afetado pela pulso-radiação. Os corredores do Grand Prix Mundial vêm a cidade para participar do "Grand Prix de Radiator Springs", Finn e Holley fazem uma visita a Mate e o convidam para se juntar a eles em outra missão secreta, mas ele recusa, afirmando que está no lugar que ele deveria estar.
Nota: Doc não aparece nesse filme, devido à sua "morte".

### Terceiro filme
À medida que progride a temporada da Copa Pistão, Relâmpago McQueen, agora, uma lenda das corridas vencedor de sete Copas Pistão, se vê ofuscado por Jackson Storm, um novato e arrogante corredor que pertence a uma nova geração de pilotos de última tecnologia que possuem melhor desempenho. Os colegas veteranos de McQueen, à medida que avança a temporada e perdem-se em repetidas ocasiões perante Storm, começam a se retirar das corridas ou simplesmente são descartados por seus patrocinadores, para ser substituída por corredores da nova geração. Durante a última corrida da temporada; enquanto tenta chegar ao nível dos outros pilotos e até mesmo Storm, McQueen perde o controle e sofre um violento acidente na pista. 
Quatro meses depois, enquanto se recupera em Radiator Springs, o Relâmpago McQueen usando primer vê as gravações do acidente que acabou com a carreira de seu falecido mentor, Doc Hudson. Diz à sua namorada, Sally Carrera, que não quer ser obrigado a retirar-se como Doc e decide começar a treinar de novo, buscando formas de recuperar a sua glória e não se render diante de Jackson Storm. 
Ferrugem e Poeira, os donos de Rust-eze, os patrocinadores de corrida de McQueen, enviados para o centro de corrida recentemente aberto, para sua surpresa. Quando chega, descobre que eles tinham vendido Rust-eze ao seu novo dono Sterling, que o atribui a trabalhar com a técnica da corredora hispânica Cruz Ramírez. McQueen, eventualmente, se torna impaciente e irritado com os métodos de Cruz e tenta usar um simulador de corrida de alta tecnologia, mas este, por não estar acostumado com novo sistema acaba causando danos graves ao equipamento. 
Convencido de que McQueen já não é capaz de ganhar, Sterling está pronto para tirá-lo do circuito de corrida e usá-lo para a promoção de produtos. McQueen não concorda e oferece a Sterling um acordo: Se eu ganhar a primeira corrida da temporada, na Flórida, eu continuo correndo a meu próprio critério; caso contrário, se perder, vou me retirar imediatamente da corrida. Sterling aceita o acordo e envia a Cruz a trabalhar com ele face a face, na praia bola de fogo.
Em vez de melhorar a sua própria velocidade máxima para superar a Storm, Relâmpago passa a maior parte do dia, ajudando a Cruz se acostumar a correr a costa arenosa fora do centro de treinamento. Para se inspirar, viajam até uma pista de terra onde Doc correu, mas, inadvertidamente, acabam competindo em uma corrida de demolição, que Cruz no final ganha, o que leva  Relâmpago a ser humilhado em rede nacional de televisão.
McQueen fica furioso com sua treinadora por fazê-lo perder tempo e, acidentalmente, quebra o troféu que Cruz havia ganho. Cruz se decepciona e revela que sempre quis correr profissionalmente quando era jovem, mas nunca começou uma carreira porque sentia-se muito inferior à dos outros carros. Então ela decide viajar de voltar ao centro de treinamento por sua conta.
Depois de ver uma notícia sobre o novo recorde de velocidade de Storm,  McQueen telefona seu melhor amigo Mate, para pedir-lhe um conselho. Mate sugere que procure  Smokey, o mentor de Doc. McQueen alcança Cruz e os dois viajam para Thomasville, a cidade natal de Doc, onde estão a Smokey e muitos dos velhos amigos de Doc. Aceitando o fato de que já não é o corredor que alguma vez foi, permite-lhes ensinar métodos para ser mais esperto do que Storm, em vez de tentar vencê-lo com velocidade pura. Smokey revela que, embora Doc nunca mais voltou a correr após o acidente, porem encontrou uma nova felicidade, treinando Relâmpago. Durante uma corrida de prática, McQueen se lembra de seu acidente e perde para Cruz, que tinha levado algumas lições de Smokey a sério. McQueen fica frustrado, mas não havia mais tempo, ele precisava ir para a Florida. Ele agradece toda a ajuda de Smokey e seus amigos e se despede, pronto para o que desse e viesse.
Na corrida, na Flórida, Relâmpago se surpreende de ver a Smokey e aos velhos amigos de Doc dando força a ele. Sally, Luigi, Mate e todos os amigos de Radiator Springs acompanham McQueen à prova de abertura da copa Pistão, sua ultima chance de provar que ainda pode ser o campeão. Como não participou dos treinos classificatórios, McQueen terá que largar na última fila.
Apesar de ter ficado atrás dos corredores de nova geração, McQueen começa a ganhar liderança, Sterling vê a Cruz e ordena-lhe voltar ao centro de treinamento. Com a prova interronpida por causa de um acidente,McQueen a chama de volta para a pista, e convoca Cruz em segredo para o Pit Stop. Ramone muda a pintura de Cruz e ela quem volta a correr para a equipe 95. McQueen assume o posto de chefe de equipe,e Cruz emparelha com Storm na reta final. Cruz usa uma manobra de Doc,e faz um giro por cima de Storm e cruza a linha de chegada. Ela prova que não apenas sabe correr como é uma vencedora. Sterling está pronto para tirar McQueen das corridas, porem seu nome aparece junto ao de Cruz no painel já que ele que iniciou a corrida.
Os dois vencem em equipe e recebem crédito pela vitória. Sally se apresenta como advogada de McQueen e lembra Sterling do acordo, se Relâmpago vencesse ele decidia quando parar de correr.
Cruz encerra seu trabalho com Sterling para aceitar uma oferta para correr com o Tex  dono da Dinoco e sua equipe. 
Mais tarde, em Radiator Springs, Relâmpago e Cruz montam uma corrida de exposição para seus amigos. Cruz aparece com a nova pintura da Dinoco e usando o velho numero de Doc 51 e Relâmpago McQueen surpreende a todos ao aparecer usando as cores de Doc, para honrar sua memória. Mais tarde é revelado que Tex, dono da  Dinoco comprou Rust-eze de Sterling e Relâmpago decide continuar correndo e treinar a Cruz também. A ideia de Relâmpago é ser o chefe de equipe de Cruz só até o final da temporada e para isso usará as cores de seu amigo e mentor, Doc Hudson.
Em uma cena após os créditos, Mate está trabalhando em seu terreno, e quando seu telefone celular toca, tira involuntariamente sua antena de recepção, e o telefone para então ele reclama da tecnologia.

## Amigos de McQueen
- Sally: É promotora da cidade e dona do hotel Cozy Cone e namorada de McQueen. Sua voz é feita por Bonnie Hunt.
- Luigi: Dono de uma loja de pneus. Sua voz é feita por Tony Shalhoub. Possui um forte sotaque italiano.
- Tow Mater: Um velho caminhão guincho que é o primeiro a fazer amizade com McQueen cuja voz é feita por Larry the Cable Guy.
- Doc Hudson: Juiz, médico da cidade, pai do Mcqueen, "chefe de equipe do McQueen, carro de corrida. Sua voz foi feita pelo falecido Paul Newman.
- Flo: Dona do "Bar da Flo" e esposa de Ramone. Sua voz é feita por Jenifer Lewis.
- Ramone: Um customizador de pintura profissional. Sua voz é feita por Cheech Marin.
- Fillmore: Uma kombi hippie que vende combustível "orgânico e caseiro". Sua voz foi feita pelo falecido George Carlin e por Lloyd Sherr atualmente.
- Ruivo: Um carro de bombeiro muito caladão. Sua voz (choro) foi feita pelo falecido Joe Ranft.
- Sargento: Um jipe da Segunda Guerra Mundial que vende bugigangas em sua loja. No final do filme, ele inaugura sua própria "acarrodemia". Sua voz é feita por Paul Dooley. Ele ganha destaque no segundo filme.
- Lizzie: Um carro velho que vende souvenirs. Esposa do falecido fundador, Stanley. Sua voz foi feita pela falecida Katherine Helmond.
- Guido: Funcionário da loja de pneus e melhor amigo do Luigi. Sua voz é feita por Guido Quaroni.
- Xerife: Um carro de polícia que mantém a paz na cidade. Sua voz é feita por Michael Wallis.
- Mack: Caminhão da Rust-eze e motorista de Relâmpago. Sua voz é feita por John Ratzenberger.
- Strip "Rei" Weathers: Um carro de corrida veterano. Sua voz é feita por Richard Petty.
- Mia e Tia: Duas gêmeas autoproclamadas "maiores fãs" de McQueen. Suas vozes são feitas por Lyndsey Collins e Elyssa Knight, respectivamente.
- Bobby Swift: Corredor da temporada de 2016 da Copa Pistão e terceiro melhor amigo de Relâmpago. Sua voz é feita por Angel Oquendo.
- Cal Weathers: Novo corredor da Dinoco e sobrinho do Rei. sua voz é feita por Kyle Petty.